# O Egito
O Egipto é um livro do escritor Eça de Queiroz publicado postumamente em 1926.
O Egipto é um país de passagem. Tudo ali passa, tudo ali repousa... Tudo para ali emigra, até os pássaros, porque tudo o que tem asas... foge para o velho Egipto.— O Egipto (1869)
Em 1869, Eça de Queiroz dirigia um jornal em Évora e viajou ao Egipto para fazer a reportagem da inauguração do Canal de Suez. Dessa viagem resultou este livro.
Durante essa viagem ao Egipto, o escritor contraiu uma amebíase e esta doença foi a causa de sua morte em 1900 na França.[carece de fontes?]